# Lungani (gmina)
Lungani – gmina w Rumunii, w okręgu Jassy. Obejmuje miejscowości Crucea, Goești, Lungani i Zmeu. W 2011 roku liczyła 5854 mieszkańców.